# Manuel d'Aux Borrellas
Manuel d'Aux Borrellas (Perpinyà, ? — Nils, 25 de juny del 1665) fou un cap militar de cavalleria catalana que desenvolupà la seva carrera a la guerra dels Segadors.

## Biografia
Era fill de Vidal d'Aux, de Perpinyà. La seva primera acció militar fou encapçalant una companyia de cavalleria francesa en la defensa del Setge d'Illa, contra l'escomesa de Juan de Garay Otañez, i restà destinat a l'Empordà fins a la batalla de Montjuïc del 1641. Participà en aquesta sota les ordres d'Henri Robert de Serignan, i hi va matar Carlo Maria Caracciolo, el duc de San Giorgio. El mes de maig fou nomenat capità de cuirassers, i com a cap de les milícies rosselloneses s'integrà a l'exèrcit d'Enric II de Borbó-Condé el 1641 per expulsar les tropes de Felip IV de Castella dels comtats, participant en els Setges de Perpinyà i de Cotlliure. En un d'aquests, avortà una sortida dels defensors a mitjans de desembre juntament amb Gabriel de Llupià, causant nombroses pèrdues a l'enemic, i poc després prengué part en la derrota de l'exèrcit hispànic que conduïa Pere IV d'Empúries a la batalla de Montmeló, en què fou fet presoner dels hispànics, però finalment alliberat.
El 6 de febrer del 1642 rebé d'Urbain de Maillé-Brézé, mariscal de França i capità general de Catalunya, Rosselló i Cerdanya, el títol de cavaller per a ell i la seva descendència, i el monarca l'atorgà una pensió anual de sis-centes lliures.
El 1646 va participar en dues juntes de braços com a militar, i participà en el setge de Lleida on juntament amb Francesc Calvó va aturar un atac dels castellans.
Després de la caiguda de Barcelona, comandant una companyia miquelets amb Josep Margarit i de Biure prengué Solsona el 1653, que quedaria en mans franceses fins al 1655. L'octubre de 1655, Armand de Borbó-Conti l'envià a socórrer Berga amb els seus miquelets fins que foren derrotats. A principis de febrer de 1657, encapçalà una nova incursió a Osona i rebutjà l'atac de Francisco Espona.
Era cònsol de Perpinyà el 1660, i visqué al seu Rosselló natal fins a la seva mort el 1665.
Un germà seu, Raphaël d'Aux, va ser capità de cavalleria al regiment del marquès d'Aguilar. El 1654 servia com a oficial a l'exèrcit del rei de Portugal i morí a Lisboa.